# Doyenné de Bruxelles Nord-Est
Le doyenné de Bruxelles Nord-Est est une entité du Vicariat de Bruxelles, lequel fait partie de l'archidiocèse de Malines-Bruxelles. Il a été mis en place par Mgr Jozef De Kesel, lors de la réorganisation de l'Église à Bruxelles. Cette réorganisation prévoit que chaque paroisse est intégrée dans une unité pastorale, laquelle est rattachée à un doyenné. 
Le doyenné de Bruxelles Nord-Est comprend les unités pastorales et les paroisses suivantes :
- Unité pastorale Les Coteaux
  - Paroisse Saint-Servais (Schaerbeek)
  - Paroisse Sainte-Élisabeth (Schaerbeek)
  - Paroisse Saints-Jean-et-Nicolas (Schaerbeek)
  - Paroisse Sainte-Marie (Schaerbeek)
  - Paroisse Saint-Josse (Saint-Josse-ten-Noode)
- Unité pastorale Meiser
  - Paroisse de l'Épiphanie (Schaerbeek)
  - Paroisse du Sacré-Cœur (Bruxelles)
  - Paroisse Saint-Albert (Schaerbeek)
  - Paroisse Saint-Joseph (Evere)
  - Paroisse Sainte-Alice (Schaerbeek)
  - Paroisse Sainte-Thérèse (Schaerbeek)
- Unité pastorale du Kerkebeek
  - Paroisse Sainte-Famille (Schaerbeek)
  - Paroisse Sainte-Suzanne (Schaerbeek)
  - Paroisse Notre-Dame Immaculée (Evere)
  - Paroisse Saint-Vincent (Evere)
  - Paroisse Sainte-Élisabeth (Haren)
- Unité pastorale de la Woluwe
  - Paroisse Sainte-Famille (Woluwe-Saint-Lambert)
  - Paroisse Saint-Lambert (Woluwe-Saint-Lambert)
  - Paroisse Saint-Pierre (Woluwe-Saint-Pierre)
  - Paroisse Notre-Dame des Grâces (Woluwe-Saint-Pierre)
- Unité pastorale de Stockel au Bois
  - Paroisse Notre-Dame de Stockel (Woluwe-Saint-Pierre)
  - Paroisse Saint-Paul (Woluwe-Saint-Pierre)
  - Paroisse Sainte-Alix (Woluwe-Saint-Pierre)
- Unité pastorale d'Etterbeek
  - Paroisse Sainte-Gertrude (Etterbeek)
  - Paroisse Saint-Antoine-de-Padoue (Etterbeek)
  - Paroisse Notre-Dame-du-Sacré-Cœur (Etterbeek)
- Unité pastorale Divin Sauveur - Saint Henri
  - Paroisse du Divin Sauveur
  - Paroisse Saint-Henri